# Rombachtunnel
Der Rombachtunnel ist ein ca. 870 Meter langer, zweistreifiger Tunnel durch die Aalener Stadtteile Unterrombach und Hofherrnweiler-Spagenfeld. Er wurde für die Westumgehungsstraße der B 29 in Aalen gebaut und 2001 für den Verkehr freigegeben. Er ist nach dem parallel zum Tunnel verlaufenden Rombach benannt, der für den Bau des Tunnels umgeleitet wurde.
Im September 2008 installierte man im Tunnel und in den Fluchttreppenhäusern 14 weitere Überwachungskameras, womit deren Gesamtzahl auf 30 stieg. Zusätzlich verbesserte man die Kennzeichnung der Fluchtwege und brachte an den beiden Tunnelzufahrten je zwei Schranken an.